# Zulu Winter
Zulu Winter ist eine aus fünf Musikern bestehende Indie-Rock-Band aus London, die 2011 gegründet wurde.

## Geschichte
Ihr Debütalbum Language erschien am 14. Mai 2012 auf dem Label Play It Again Sam.
Nachdem sie die britische Band Keane bereits 2012 auf ihrer Tour durch Großbritannien begleiteten, werden sie auch als deren Vorgruppe auf der Deutschland-Tour in Berlin und Hamburg auftreten.
Am 5. Juni 2014 gaben sie auf ihrer Facebook-Seite bekannt, dass sie am 21. Juli 2014 ihr vorerst letztes Album mit 10 Titeln veröffentlichen werden, da sie nach 15 Jahren in derselben Band zu der Überzeugung gelangt sind, neue Projekte ausprobieren zu wollen.

## Diskografie

### Alben
- 2012: Language (Play It Again Sam)
- 2014: Stutter (Mini-Album) (Fierce Panda Records)

### Singles
- 2011: Never Leave / Let's Move Back To Front (Double Denim Records)
- 2012: We Should Be Swimming (Play It Again Sam)
- 2012: Silver Tongue (Play It Again Sam)
- 2012: Key To My Heart (Play It Again Sam)